# LB&SCR Classe E2
La LB&SCR Classe E2 è una classe di locomotive a vapore, più precisamente locotender, della London, Brighton & South Coast Railway, costruite ai Brighton railway works dal 1913 al 1916. Tra il 1961 e il 1963, tutti i 10 esemplari vennero rottamati.

## Storia
Nel 1910, molte delle locomotive Classe E1 progettate dall'ingegnere William Stroudley erano usurate o non più adatte ai pesanti compiti che dovevano svolgere. L'ingegnere D.E. Marsh intendeva ricostruire alcuni esemplari con una caldaia più grande, ma al momento del suo inaspettato pensionamento era stato ricostruito solo un E1X. Il successore di Marsh, L.B. Billinton, invertì questa politica e ordinò invece che cinque nuove locomotive più potenti venissero costruite ai Brighton railway works. La nuova serie incorpora numerose caratteristiche presenti anche in altre classi LB&SCR, tra cui una caldaia di classe I2. Le locomotive furono consegnate tra giugno 1913 e gennaio 1914.

### Seconda versione

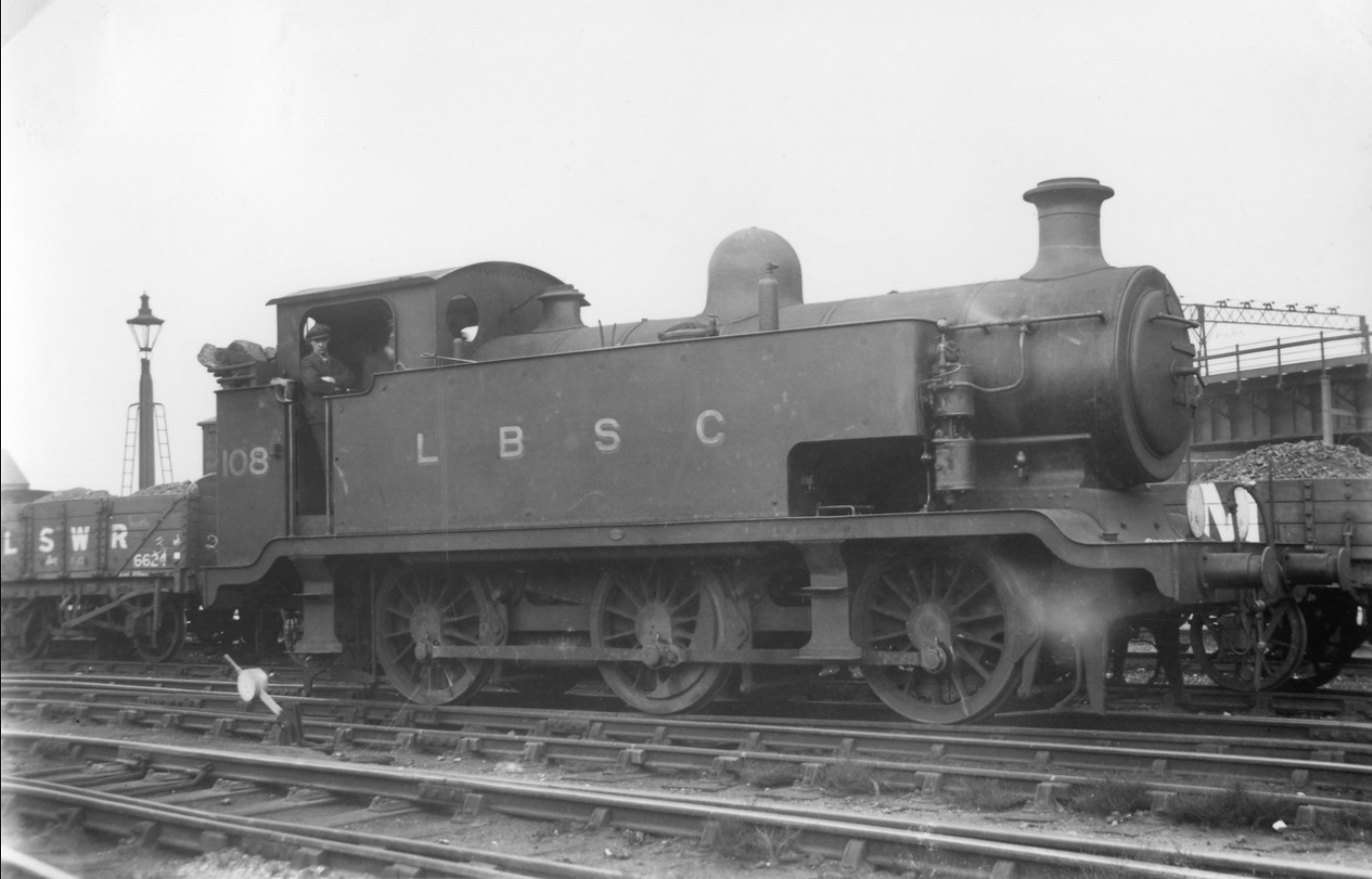
Un esemplare della seconda versione

La nuova costruzione fu considerata un successo, ma l'approvvigionamento idrico si rivelò inadeguato. Un ulteriore ordine per cinque locomotive comprendeva quindi anche serbatoi laterali allungati. La consegna del secondo lotto fu ritardata dallo scoppio della guerra, ma venne finalmente consegnato tra giugno 1915 e ottobre 1916.

## Utilizzo
Le locomotive Classe E2 venivano utilizzate principalmente per manovrare carri pesanti e per il traffico merci a corto raggio nella Grande Londra e sulla costa meridionale, poiché i loro piccoli cassoni per il carbone le rendevano inadatte ai lunghi viaggi. Ciò ha comportato anche corse a vuoto nelle stazioni di Victoria e London Bridge.
Due di queste furono testate come locomotive passeggeri in servizio con i treni bidirezionali nel 1914, posizionate al centro di un treno di sei carrozze, ma l'esperimento fu abbandonato quello stesso anno perché non riuscivano a contenere abbastanza carbone.
Dopo l'elettrificazione della Ferrovia Londra-Brighton nel 1936, la classe venne utilizzata in sostituzione della precedente Classe T della London, Chatham and Dover Railway (LC&DR) nello scalo ferroviario di Herne Hill, nella zona della stazione di Victoria e nel porto di Dover. Durante la seconda guerra mondiale sostituirono anche le locomotive SR Classe Z nello scalo ferroviario di Hither Green.
A metà degli anni '50, le locomotive della classe vennero testate come locomotiva da manovra nel porto di Southampton e si dimostrarono utile. Sei esemplari furono utilizzati a questo scopo, finché non furono sostituiti dalle locomotive diesel Classe 07 della British Railways nel 1962.
La classe venne gradualmente eliminata tra febbraio 1961 e aprile 1963 e tutti gli esemplari vennero smantellati. Nessuna di queste locomotive è sopravvissuta fino ad oggi.

## Nelle opere di finzione
Nella serie letteraria The Railway Series e il suo adattamento televisivo Il trenino Thomas, la locomotiva Thomas è una locomotiva Classe E2.